# مهرجان الثوم في جزيرة وايت
مهرجان الثوم بجزيرة وايت هو احتفالٌ لجمع التمويل المالي، ويقام سنويًا في جزيرة "وايت". يسهم في جمع المال اللازم لصناعة الثوم المزدهرة في الجزيرة، وكذلك للمزارع الأخرى فيها.

## تاريخه
يقام مهرجان الثوم سنويًا منذ 1983. قام اتحاد الرياضة في قرية "نيو تشيرش" ومجلس الجزيرة بتنظيم مهرجان الثوم السنوي، وحققوا نجاحًا ساحقًا في جمع التمويل وتخطوا الهدف المقرر. الآن يتولى التنظيم شركة مهرجان الثوم المحدودة. لقد جذبت مؤخرًا عشرين ألف زائر في السنة.
منذ البداية كان يقوم متطوعون مجتهدون بتنظيم المهرجان. هناك صالاتٌ وساحاتٌ رياضية وقاعاتٌ عامة وملاهٍ ومنحٌ من مؤسسات الجزيرة تشهد بالنجاحات التي حققوها، والكثير من المنظمات المحلية تستفيد منها.
هناك أكثر من مائتي وخمسين كشكًا لبيع المنتجات مثل بيرة الثوم والمأكولات البحرية بالثوم ومثلجات الثوم والكثير من المنتجات المحلية الأخرى. مركز الاهتمام في المهرجان هو خيمةٌ ضخمة تعرض القرنفل الذهبي المتوافر بكثرةٍ في جزيرة «وايت»، بالإضافة إلى تشكيلةٍ من ثمر البلوط المدخن. هناك مطبخٌ ضخم يقدم عروضًا للطهي. في 2015 جاءت «راشيل كو» وقامت بالطبخ شخصيًا وأعطت توقيعها للناس.
يوفر المهرجان فرقًا لتعزف موسيقى مباشرة، مثل فرقة "The Wurzels" و"Chas n Dave" و"Alvin Stardust" و"Glitter Band" و"Foundations" و"Chesney Hawkes" و"Kiki Dee" و"Jim Diamond"، والكثير من الفرق المحلية الأخرى. هناك أيضًا عروضٌ ترفيهية يقدمها راكبو الدراجات المحترفون وفرقة "Above and Beyond" و"Vnaders" و"Big Wheel Big Wheel"، بالإضافة إلى سباق «بوب هوج» للخراف. هناك الكثير من عناصر الجذب بما فيها المسابقات والملاهي والمسرحيات.